# De tatoeëerder van Auschwitz
De tatoeëerder van Auschwitz (Engels: The Tattooist of Auschwitz) is een roman (fictie met gebruik van historische feiten) van de Nieuw-Zeelandse schrijfster Heather Morris, gepubliceerd in 2018. Het vertelt het verhaal van Lale Sokolov, een Slowaakse Jood die van april 1942 tot de bevrijding eind januari 1945 gevangen zat in het concentratie- en vernietigingskamp kamp Birkenau (Auschwitz II). Het verhaalt hoe de hoofdpersoon de Holocaust ervaart en hoe hij Gita, eveneens Slowaakse jodin en liefde van zijn leven, ontmoet in het kamp.

## Inhoud
Toen Sokolov in het kamp aankwam en door de eerste selectie kwam, werd zijn naam veranderd in een nummer: 32407, wat zijn nieuwe identiteit zou zijn. Sokolov moest net als veel andere gevangenen verplicht werken (bouwen van grote houten Blocken, om het kamp uit te breiden en zo de massa nieuw aangekomen gedeporteerden te kunnen onderbrengen).
Kort na zijn aankomst in Auschwitz raakte Sokolov besmet met tyfus, en werd voor dood in een greppel gegooid (om opgehaald te worden met de lijkenkar, bestemd voor de crematoria) maar Pepan, de gevangene die Sokolov zijn identificatienummer had getatoeëerd, vond hem nog in leven, verzorgde en beschermde hem in het geheim. Pepan besloot - met toestemming van de kampnazi's - om Sokolov, die te zwak was om te overleven als bouwer-gevangene met een volstrekt ontoereikende hoeveelheid voedsel - om hem zowel zijn vak aan te leren als hoe hij kon overleven voor de SS-ers.
In juli 1942 werden honderden Slowaakse joodse meisjes vanuit het Stammlager Auschwitz I naar Birkenau overgebracht. Daar werd hem bevolen door de SS om ook die voor dwangarbeid geselecteerde meisjes hun identificatienummer op de onderarm te tatoeëren. Tijdens de pijnlijke tatoeage ontmoette hij zo de liefde van zijn leven, Gita Fuhrmann. In het geheim kon hij, via een SS-onderofficier (Baretski), een echte moordenaar, maar met wie hij een min of meer goede relatie had (omdat ze elkaar gunsten bewezen, onder meer met sieraden en liquide geld gestolen van de vergaste joden (vanuit het Effectenlager 'Kanada') tegen voedsel dat werd binnen gebracht door civiele Poolse arbeiders) briefjes naar Fuhrmann sturen (met medewerking van de Blockoverste), waarmee hun liefdesverhaal begon. Begin 1945 verliet Fuhrmann met een van de evacuatietransporten het kamp voordat de Russen arriveerden. Kort daarop gebeurde hetzelfde met Sokolov (naar Mauthausen, Oostenrijk). Beiden konden afzonderlijk ontsnappen, vonden elkaar uiteindelijk  terug en bouwden samen een leven buiten Polen.

## Achtergrond
Heather Morris publiceerde, na een aantal jaren toneelstukken te hebben geschreven, haar eerste roman, The Tattooist of Auschwitz. Het vertelt het waargebeurde verhaal van Lale Sokolov, een verhaal dat in 47 talen werd gepubliceerd. Het dient opgemerkt dat enkele passages aantonen dat de schrijver zelf geen kennis had van de opbouw van de diverse kampen in Birkenau, maar af ging op wat de echte Sokolov daarover vertelde. Ook de geforceerd erbij gehaalde SS-dokter Mengele (er waren veel meer SS-artsen) doet af aan de historische betrouwbaarheid net als de gefingeerde, nauwelijks verholen seksuele relatie van een van de Lagerfuhrers, SS-officier Schwarzhuber (die niet fictief is) met een van de joodse vrouwelijke gevangenen Cilka (wat de SS-ers strikt verboden werd en zeer ernstige gevolgen had maar in dit verhaal dient het wel om Sokolovs leven bijna miraculeus te redden nadat hij kort opgesloten en gemarteld werd in block 11 van het Stammlager Auschwitz I). De afranseling gebeurt in het verhaal dan nog door een mede-jood (sic). Daarnaast valt de bijna ongedwongen toon op die Sokolov gebruikt in zijn relatie met onderofficier Baretski hetgeen gezien de machtsverhoudingen in het kamp tussen de SS en de gevangenen op zijn minst betwijfelbaar is. Dat Sokolov als tatoeëerder (als medewerker van de Politische Abteilung) ook gemakkelijk in en uit het vrouwengedeelte (Birkenau B 1 A en B) kon komen om Fuhrmann te bezoeken doet de historiek wat geweld aan. Zulke dingen geven slechts munitie aan Holocaust-ontkenners.
Het kostte Heather enkele jaren om deze roman te publiceren, omdat ze de mogelijke kritiek wilde beschermen die de hoofdrolspelers van het verhaal zouden kunnen krijgen en daarom wachtte ze tot ze allebei stierven voordat ze het liefdesverhaal kon vertellen dat zich afspeelde tijdens de Holocaust, maar dat het een happy end had.
Om dit daverende verhaal tot stand te brengen, wijdde Morris een aantal jaren van haar leven aan de ontmoeting met Sokolov en het interviewen van hem en zo het verhaal in zich op te nemen dat deze man had geleefd, een paar jaar later, hoewel het begon met een filmschets, maakte ze er uiteindelijk een roman van.

## Televisieaanpassing
De creatief directeur van Synchronicity Films, Claire Mundell, verzekerde zich van de rechten op The Tattooist of Auschwitz nadat ze in 2018 een deal had gesloten met Bonnier Books UK. De roman zou worden omgezet in een meerdelige televisieserie die voorlopig in januari 2020 zou worden uitgebracht. Het duurde echter tot 2023 voordat de productie begon, waarbij Jonah Hauer-King en Anna Próchniak zich bij de televisieaanpassing voegden.